# Jelzői mellékmondat
Az összetett mondat szintaxisában a jelzői mellékmondat olyan mellékmondat, amely a legáltalánosabb meghatározás szerint a főmondatában levő egyik névszónak van alárendelve.
A magyar nyelvben a jelzői mellékmondatok legtöbb típusának utalószava van a főmondatban, és ez a szó gyakran korrelatív szerkezetet alkot a mellékmondat kötőszavával. Más nyelvekben ritkábban van utalószó a főmondatban, és emiatt is vannak szemléleti különbségek magyar és egyéb grammatikák között a jelzői mellékmondatot illetően.

## A jelzői mellékmondat magyar grammatikák szerint
A magyar nyelv könyve 2007 (MNyK) meghatározásában a jelzői mellékmondatok „a főmondat valamelyik névszóval kifejezett mondatrészének a jelzőjét fejtik ki”. A főmondatbeli utalószó maga is névszó, és jelzője egy másik főmondatbeli névszónak. P. Lakatos 2006 szerint, ha a főmondatban nincs utalószó, a jelzői mellékmondat ennek az értelmezője, ha pedig van utalószó, akkor a mellékmondat ezt fejti ki, egyes esetekben minőség-, kijelölő, mennyiség-, birtokos vagy fokhatározó értékű jelzői mellékmondatként, más esetekben értelmező jelzői mellékmondatként.
A jelzői mellékmondat kötőszava többféle viszonyszó lehet:
- vonatkozó névmás: Gyönyörű az a kilátás, ami a Halászbástyáról nyílik Budapestre;
- vonatkozó határozószó: Ez az utca ahhoz a térhez vezet, ahol az egyetem található;
- valódi kötőszó: Maga éppen olyan szép, mint a kislánya.

Példák a különféle jelzői mellékmondat-típusokra:
- utalószósok:[4]
  - minőségjelzői: Olyan gyümölcsöket láttam, amilyeneket Magyarországon nem árulnak;
  - kijelölő jelzői: Csak azok a szinésznők játszanak a darabban, akiket kedvel az igazgató;
  - mennyiségjelzői: Annyi vizet eressz a kádba, amennyit akarsz;
  - birtokos jelzői: Annak a kezét szorította meg, aki elsőnek üdvözölte;
  - fokhatározó értékű jelzői: Maga éppen olyan szép, mint a kislánya;
  - értelmező jelzői: Láttam az új üzletet, azt, amelyik a sarkon nyílt;
- utalószó nélküli értelmező jelzői: Nem én voltam az első, akit becsapott.[1]

A jelzői mellékmondat helye rendszerint a főmondat után van, de gyakran beékelődik a főmondatba, és ekkor közvetlenül az alaptagja után helyezkedik el, pl. Nem tudom, hogy ugyanaz a kiadó, amely előző könyvemet kiadta, hajlandó-e mostani verseskötetemet is elfogadni.

## Néhány más nyelv grammatikái szerint
Egyes grammatikák nézetében a jelzői mellékmondat a főmondatbeli egyik, antecedensnek nevezett névszó jelzőjének a szerepét tölti be, ha pedig utalószava is van, akkor ez annak a névszónak egy másik jelzője. Ezek nem tesznek említést értelmezői mellékmondatról. Egyes szerzők megjegyzik, hogy a jelzői mellékmondat egyik típusát értelemzőinek is nevezik. Megint mások szerint a jelzői mellékmondat egyik típusa értelmezői, tehát az értelmezőnek mint a jelző egyik típusának felel meg. Végül olyan szerzők is vannak, akik elhatárolják az értelmezői mellékmondatot a jelzőitől, tehát úgy vélik, hogy ez a külön mondatrésznek tekintett értelmezőnek felel meg.
Az angol és a francia nyelvű szakirodalomban a magyar „jelzői mellékmondat” megfelelőjének a pontos fordítása „vonatkozó mellékmondat”. Ez megtalálható egyes BHMSz grammatikákban is. Ezt azért fontos megemlíteni, mert idesorolnak olyan mondattípusokat is, amelyeket magyar grammatikák nem tekintenek jelzőinek. Az egyik ilyet „antecedens nélküli vonatkozó mellékmondat”-nak nevezik, amelyet a MNyK 2007 „vonatkozó alanyi mellékmondat”-nak nevez (pl. Ki korán kel, aranyat lel). Más nyelvekben is főleg közmondásokban van ilyen mellékmondat:
(franciául) Rira bien qui rira le dernier (szó szerint: ’Jól fog nevetni, aki utolsóként fog nevetni’);
(szerbül) Ko peva, zlo ne misli (szó szerint: ’Aki énekel, nem gondol rosszra’).
Egyes szerzők szerint az egész főmondat is vonatkozó mellékmondat antecedense lehet, például:
(angolul) It’s said she’s back in the country – which I just don’t believe ’Azt mondják, (a nő) visszatért az országba, amit én nem hiszek el’;
(románul) Ne înțelegem bine, ceea ce e important ’Jól megértjük egymást, ami fontos’;
(szerbül) Vlada će sniziti kurs domaće valute, što će podstaći izvoz ’A kormány le fogja csökkenteni a hazai valuta árfolyamát, ami serkenteni fogja a kivitelt’.
A Magyar grammatika 2000 (MGr) az ilyet az ún. „álvonatkozó mondatok” egyik típusaként említi meg (pl. A magyarok elvesztették a meccset, ami minden szurkolót elkeserített), amelyet mellérendeltként tekint, mivel olyan mondattal helyettesíthető, mint …, és ez minden szurkolót elkeserít.
Egy másik a MGr 2000 által álvonatkozó mondattípusúnak tekintett ebben az összetett mondatban található: (angolul) The ball went to Jones, who scored easily ’A labda Joneshoz ért, aki könnyen gólt rúgott’. Magyar példa ilyenre a Már két nappal a rablás után elfogták Z. Lászlót, akit előzetes letartóztatásba helyeztek összetett mondatban van. Ezt is helyettesítheti mellérendelt tagmondat: …, és előzetes letartóztatásba helyezték.

### Osztályozások

#### Korlátozó és nem korlátozó jelzői mellékmondat
Egyes szerzők szemantikai és funkcionális szempontból egyrészt olyan jelzői mellékmondatokat különböztetnek meg, amelyek kötelezőek és azonosító funkciójuk van, másrészt olyanokat, amelyek nem kötelezőek és magyarázó a funkciójuk.

##### Korlátozó jelzői mellékmondat
A korlátozónak nevezett mellékmondat az egész összetett mondat jelentéséhez szorosan kötődő pontosítást ad hozzá. Más elnevezései „determináló”, „minősítő”, vagy „meghatározó”. Ugyanaz a szintaktikai szerepe, mint a mutató determinánsnak, amely az antecedens jelzője lehet az ilyen jelzői mellékmondat jelenlétében is. Példák:
(angolul) Here is the book that you were looking for (utalószó nélküli) ’Itt van az a könyv, amelyiket kerested’;
(franciául) L’ami qui m’accompagnait fut surpris de voir Paul (utalószó nélküli) ’Az a barátom, aki velem volt, meglepődött, amikor meglátta Pault’;
(románul) Vă recomand pe omul despre care v-am vorbit (utalószó nélküli) ’Ajánlom önnek azt az embert, akiről szóltam’;
(szerbül) Gde su sada one stolice koje sam želeo da kuprim? (utalószós) ’Hol vannak most azok a székek, amelyeket meg akartam venni?’
A MGr 2000 is szól korlátozó mondatról, pl. Sári olyan mesekönyvet kapott, amelyben sok színes kép van.

##### Nem korlátozó jelzői mellékmondat
A nem korlátozó jelzői mellékmondat is pontosít, de nem feltétlenül szükséges, az összetett mondat jelentése nem változik meg nélküle. Egyéb elnevezései „kibővítő”, „nem meghatározó”, „leíró”, „nem determináló” vagy „magyarázó”. Ilyen mellékmondatnak nemcsak névszó lehet az antecedense, hanem pl. határozószó is. Példák:
(angolul) Napoleon, who came from Corsica, was exiled to Elba ’Napóleont, aki Korzikából jött, Elbára száműzték’;
(franciául) Partout où Julien va, il se fait des amis ’Mindenütt, ahol Julien megfordul, barátokat szerez magának’;
(románul) De ceas, care indică timpul, este greu să te lipsești ’Az órát, amely az időt jelzi, nehéz nélkülözni’;
(szerbül) Moja tetka, koja je u Kotoru, javlja mi da i tamo pada kiša ’Nagynénim, aki Kotorban van, azt tudatja velem, hogy ott is esik az eső.
A nem korlátozó jelzői mellékmondat antecedense gyakran személynév vagy személyes névmás. Példák:
(angolul) Einstein, who failed his university entrance exam, discovered relativity ’Einstein, aki megbukott az egyetemre való felvételi vizsgán, felfedezte a relativitást’;
(franciául) Dans la nuit du tombeau, toi qui m’as consolé, / Rends-moi le Pausilippe szó szerint ’A sír éjszakájában, te, aki megvígasztaltál, / add vissza nekem Posillipót’ (Gérard de Nerval);
(románul) Învață a muri tu, care știai numai a omorî! ’Tanulj meg meghalni, te, aki csak ölni tudtál!’ (Costache Negruzzi);
(montenegróiul) Naš komšija Petar, koji se upravo vratio s puta, śutra će doći na večeru ’Petar szomszédunk, aki éppen visszatért utazásából, holnap vacsorára fog jönni.
A MGr 2000-ben is van szó nem korlátozó mellékmondatról, pl. Ajtósi Zoli, aki rendkívül jó matematikus volt, az osztály meglepetésére jogásznak ment.
Azok a szerzők, akik számba veszik antecedensként az egész főmondatot, idesorolják ennek a mellékmondatát is (ld. fentebb).
Nézetkülönbségek vannak azt illetően, hogy mi a nem korlátozó jelzői mellékmondat, és mi az értelmezői mellékmondat. Például Dubois 2002 értelmezőinek nevez olyanokat, amelyeket Bussmann 1998 vagy Crystal 2008 nem korlátozóknak neveznek. A MGr 2000 megjegyzi, hogy „kissé elnagyoltan a korlátozó mondatot jelzőinek, a nem korlátozót értelmezőinek szokták nevezni”, de „ez nem ennyire problémamentes”.

#### Elszigetelt és nem elszigetelt jelzői mellékmondat
Ez a megkülönböztetés prozódiai sajátosságokon alapszik. Elszigetelt az a mellékmondat, amelyet egy vagy két szünet választ el a főmondattól, és hangmagassági változás is jelzi a kezdetét. Ilyenek az értelmezőinek és a nem korlátozónak nevezett mondatok. Eastwood 1994 angol grammatikában ez olyan fogalmazásban jelenik meg, hogy „vesszős”, illetve „vessző nélküli”, mivel általában a jelzői mellékmondat előtti esetleges szünetet egyes nyelvek helyesírásában vessző, bár nemcsak vessző, hanem kettőspont vagy kötőjel képviseli. Bonyolítja az összehasonlítást a magyar nyelvvel az, hogy ennek helyesírása szerint akármelyik típusú jelzői mellékmondat elé vesszőt kell tenni. Az itt említett angol grammatikában a két mellékmondat-típusnak az alábbi alkategóriái találhatók:
- vessző nélkuliek:
  - azonosító, amely azt fejezi ki, hogy kiről vagy miről van szó: What's the name of the player who was injured? ’Mi a neve annak a játékosnak, aki megsérült?’;
  - osztályozó, amely azt fejezi ki, hogy miféle szermélyről vagy dologról van szó: A player who is injured has to leave the field ’Sérült játékosnak el kell hagynia a pályát’ (szó szerint: ’Egy játékos aki sérült…’);
  - nyomatékosító: It was Jones who was injured, not Brown ’Jones volt az, aki megsérült, nem Brown’;
- vesszősök:
  - hozzáadó, amely többletinformációt ad arról a személyről vagy dologról, akiről/amelyről szó van: Jones, who was injured, left the field ’Jones, aki megsérült, elhagyta a pályát’;
  - kapcsoló, amely leírja a főmondatban leírt utáni eseményt: The ball went to Jones, who scored easily ’A labda Joneshoz került, aki könnyen rúgott gólt’.

Vannak olyan esetek, amelyekben csak az elszigeteltség különbözteti meg a nem korlátozó mondatot a korlátozótól, amikor nincs utalószó a főmondatban, jelentésük különböző lévén. Példák:
(montenegróiul) Na večeru će doći komšije koje smo jutros pozvali (nem kötelező utalószó) ’Vacsorára fognak jönni azok a szomszédok, akiket tegnap meghívtunk’ vs.
Na večeru će doći komšije, koje smo jutros pozvali ’Vacsorára fognak jönni a szomszédok, akiket tegnap meghívtunk’;
(románul) Am fost la un singur spectacol care mi-a plăcut (nem használható utalószó) ’Egyetlen olyan előadáson voltam, amely tetszett’ vs.
Am fost la un singur spectacol, care mi-a plăcut ’Egyetlen előadáson voltam, amely tetszett’.

### A jelzői mellékmondat kötése a főmondathoz
Az itt említett idegen nyelvekben is megvannak azok a viszonyszó-fajták, amelyek kötőszókként szolgálnak.
A vonatkozó névmások mondatrészek is a mellékmondatban:
- alany: (angolul)The architect who designed these flats doesn't live here, of course ’Az az építész, aki ezeket a lakásokat tervezte, persze nem lakik itt’;[25]
- tárgy: (franciául) Voilà le livre qu’il m’a offert ’Ez az a könyv, amelyet ajándékba adott’;[26]
- határozó: (románul) Unde sunt cele trei scrisori despre care vorbești? ’Hol van az a három levél, amelyekről beszélsz?’;[27]
- jelző: (szerbül) Vratiće se čovek u čiju si se kuću uselio ’Vissza fog térni az az ember, akinek a házába betelepedtél’.[11]

A vonatkozó határozószók is mondatrészek, mégpedig határozók. Egyeseknek bizonyos nyelvekben vonatkozó névmás szinonimája van:
(angolul) Do you remember the time when / (that) we all went to a night club? ’Emlékezel-e arra az időre, amikor mindannyian egy éjszakai klubba jártunk?’;
(franciául) L’appartement de Sophie a une terrasse où/sur laquelle elle a installé un barbecue ’Sophie lakásának terasza van, ahol/amelyre grillsütőt helyezett el’;
(románul) Părinții sunt entuziasmați de felul cum/în care v-ați comportat ’A szülők el vannak ragadtatva attól, ahogyan helytálltatok’;
(montenegróiul) Popeli smo se na vrh brijega, odakle se mnogo bolje vidi ’Felmentünk a domb tetejére, ahonnan sokkal jobban lehet ellátni’.
Valódi kötőszók használata az alábbi példákban látható:
(angolul) The fact that everyone got back safely was a great relief ’Az a tény, hogy mindenki egészségesen tért vissza nagy megkönnyebbülést okozott’;
(franciául) Loin de moi la pensée que vous soyez coupable ! ’Távol tőlem az a gondolat, hogy maga bűnös!’
(románul) Întrebarea dacă vine și el l-a mirat ’Meglepte az a kérdés, hogy ő is eljön-e’;
(montenegróiul) Dajte zapovijest neka se svi okupe ’Adja ki a parancsot, hogy mind gyűljenek össze’.
Egyes nyelvekben kérdő névmás is lehet kötőszó igéből képzett főnévi antecedens után, főleg ha a mellékmondat kiegészítő függő kérdés:
(montenegróiul) Postavlja se pitanje što bi bilo bolje učiniti ’Feltevődik az a kérdés, hogy mit lenne jobb tenni’;
(románul) Întrebarea unde se duce l-a surprins ’Meglepte az a kérdés, hogy hová megy’.
Határozatlan névmás is lehet kötőszó:
(angolul) Whoever used the pans should wash them up ’Akárki használta a lábasokat, el kéne mosnia’;
(franciául) Quiconque a beaucoup voyagé sait comme les heures des repas sont variables ’Akárki sokat utazott, tudja mennyire változatosak az étkezések órái’;
(románul) Datoria oricui întâlnește un accidentat este să-l ajute ’Akárki, aki sérültre talál, köteles segíteni rajta’ (szó szerint: ’A kötelesség akárkié rátalál egy sérültre van hogy segítsen rajta’.
Az angol nyelvben viszonylag gyakori a vonatkozó névmás fakultatív elhagyása, ha nem alany, pl. We got on the first bus (that) we saw ’Felszálltunk az első buszra, amelyet megláttunk’. Kötőszó nélküli értelmezői mondatnak tartják román grammatikákban az olyanokat, mint amilyen ebben a példában található: Am făcut o greșeală: n-am trimis scrisoarea ’Hibáztam: nem küldtem el a levelet’.

### A jelzői mellékmondat helye
Az itt említett idegen nyelvekben a jelzői mellékmondat csaknem mindig közvetlenül az antecedens után vagy szószerkezetének utolsó tagja után áll. Következésképpen az összetett mondat utolsó tagmondata lehet, akkor is, ha nem elszigetelt (pl. (angolul) Here is the book that you were looking for ’Itt van az a könyv, amelyiket kerested’), és akkor is, ha elszigetelt, pl. (angolul) The ball went to Jones, who scored easily ’A labda Joneshoz került, aki könnyen rúgott gólt’. Ezekben a nyelvekben is a jelzői mellékmondat beékelődhet a főmondatba, akár nem elszigetelt (pl. (angolul) A player who is injured has to leave the field ’Sérült játékosnak el kell hagynia a pályát’), vagy elszigetelt: Jones, who was injured, left the field ’Jones, aki megsérült, elhagyta a pályát’.
Kivételek is vannak. A magyarul vonatkozó alanyi mondatnak nevezett a főmondat előtt is állhat, pl. (szerbül) Ko peva, zlo ne misli ’Aki énekel, nem gondol rosszra’. Az antecedensnek tekintett egész főmondat mellékmondata is állhat az előtt: (románul) Citește mult și, ceea ce e mai rar, nu uită nimic ’Sokat olvas és, ami ritkaság, nem felejt el semmit’.

### A jelzői mellékmondat állítmányának az igemódja
Általában a jelzői mellékmondat állítmánya ugyanolyan igemódú lehet, mint a független mondaté. Attól függ, hogy milyen modalitást akar kifejezni a nyelvhasználó. Csupán imperatívuszi használatú felszólító módban nem állhat.
A francia nyelv választékos regiszterében vannak a kötőmód használatának olyan esetei, amelyek nincsenek meg a többi itt említett nyelvben, mégpedig akkor, ha kivételt vagy korlátozást kifejező olyan elemek vannak a főmondatban, mint:
- az antecedens felsőfokú melléknévi jelzője: C’est le plus beau film que j’aie vu cette année ’Ez a legszebb film, amit az idén láttam’;
- a le seul ’az egyedüli’, l’unique ’az egyedüli’ vagy a le premier ’az első’ jelző:[35] Neil Armstrong est le premier homme qui ait marché sur la Lune ’Neil Armstrong az első ember, aki a Holdon járt’;
- tagadó kifejezés (rien ’semmi’, pesonne ’senki’, aucun ’egy … sem’, pas un ’egy … sem’) vagy korlátozó kifejezés (ne... que ’csak’): Il n’y a que le titulaire qui connaisse le code de sa carte de crédit ’Csak a birtokosa ismeri a bankkártya kódját’.